# John Whitehurst

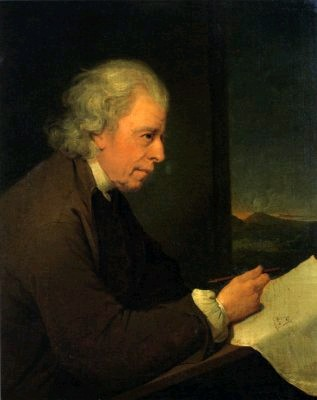
John Whitehurst. Porträt von Joseph Wright

John Whitehurst (* 10. April 1713 in Congleton, England; † 18. Februar 1788 in London) war ein Uhrmacher, wissenschaftlicher Instrumentenbauer und früher Geologe.
Geboren als der Sohn des Uhrmachers John Whitehurst dem Älteren übernahm er das Handwerk seines Vaters und wurde durch seine präzisen Instrumente, die auf eigenen feinmechanischen Verbesserungen beruhten, rasch bekannt. Unter anderem arbeitete er zusammen mit dem Uhrmacher Benjamin Franklin an Innovationen. Nach seinem Umzug nach Derby um 1736 erweiterte Whitehurst seine Palette von Instrumenten um diverse Messinstrumente für die damals aufkeimenden systematischen wissenschaftlichen Untersuchungen. Verbesserte Thermometer für die Bestimmung der Temperatur flüssigen Metalls und die Ausdehnung von Metallen bei Erhitzung brachten ihn in Kontakt mit dem Kreis von Wissenschaftlern, Philosophen und Unternehmern rund um Erasmus Darwin und Matthew Boulton, der Lunar Society, in der er rasch zu einem wesentlichen Mitglied wurde.
Für Matthew Boulton konstruierte Whitehurst eine Reihe von astronomischen Uhren, die sogenannten philosophical clocks, die Sonnen- und Sternstände anzeigten und in einer kleinen Serie in der Soho Manufactory gefertigt wurden. Sie sind zum Teil noch heute in den Museen der Welt zu bewundern; ein Einzelstück dieser Reihe, das Katharina der Großen angeboten worden war (sie hatte aber abgelehnt, weil die Uhr keine Melodien spielte), ist heute in Boultons Villa auf seinem ehemaligen Werksgelände ausgestellt.
1772 erfand Whitehurst die Pulsation Engine zur Wasserförderung, einen Vorläufer des Wasserwidders.
Whitehursts Arbeiten zu Präzisionsinstrumenten und Messungen führten 1774 zu seiner Ernennung zum Hüter der Duplikate der königlichen Münze; am 13. Mai 1779 wurde Whitehurst in die Royal Society gewählt.
Außerhalb seines Berufes interessierte sich Whitehurst besonders für die Geologie. Dazu wanderte er etwa 15 Jahre lang durch die Landschaften seiner Umgebung, kartographierte vorgefundene Gesteine und Gesteinsschichten und nutzte vorhandene Minen systematisch zur Erkundung der Schichtverläufe des Untergrunds. Seine Arbeit fand zunächst Eingang in die Planungen für den Bau der Kanäle, die ab etwa 1758 die Industriezentren des Umlandes verbinden sollten. In diesem Zusammenhang arbeitete Whitehurst besonders mit Darwin, Boulton und Josiah Wedgwood an einem Projekt bei Birmingham, für das Wedgwood die Federführung übernommen hatte. Zeitgleich arbeitete Whitehurst an einem Buch, das die damals umstrittene Frage, ob die Erde unveränderlich von Gott geschaffen oder dynamisch aus dem Feuer entstanden war und weiterhin Änderungen unterworfen sei, entscheiden sollte. Das Buch, das erstmals 1778 erschien, hieß „An Inquiry into the Original State and Formation of the Earth“ und enthielt eine Vielzahl sehr genauer geographischer Studien Derbyshires, die in den folgenden Auflagen (1786 und 1792) erweitert und verfeinert wurden und als Wegmarke der systematischen Geologie gelten. Inhaltlich versuchte Whitehurst, einen Kompromiss zwischen Plutonismus, Neptunismus und Kreationismus aufzustellen, der aber von allen Seiten abgelehnt wurde. Er fertigte auch 1782 frühe geologische Profile in Derbyshire.
Am 18. Februar 1788 starb Whitehurst in seinem Haus in der Londoner Fleetstreet. Er wurde auf dem St. Andrew’s burying ground beigesetzt.